# Stanisław Rogalski

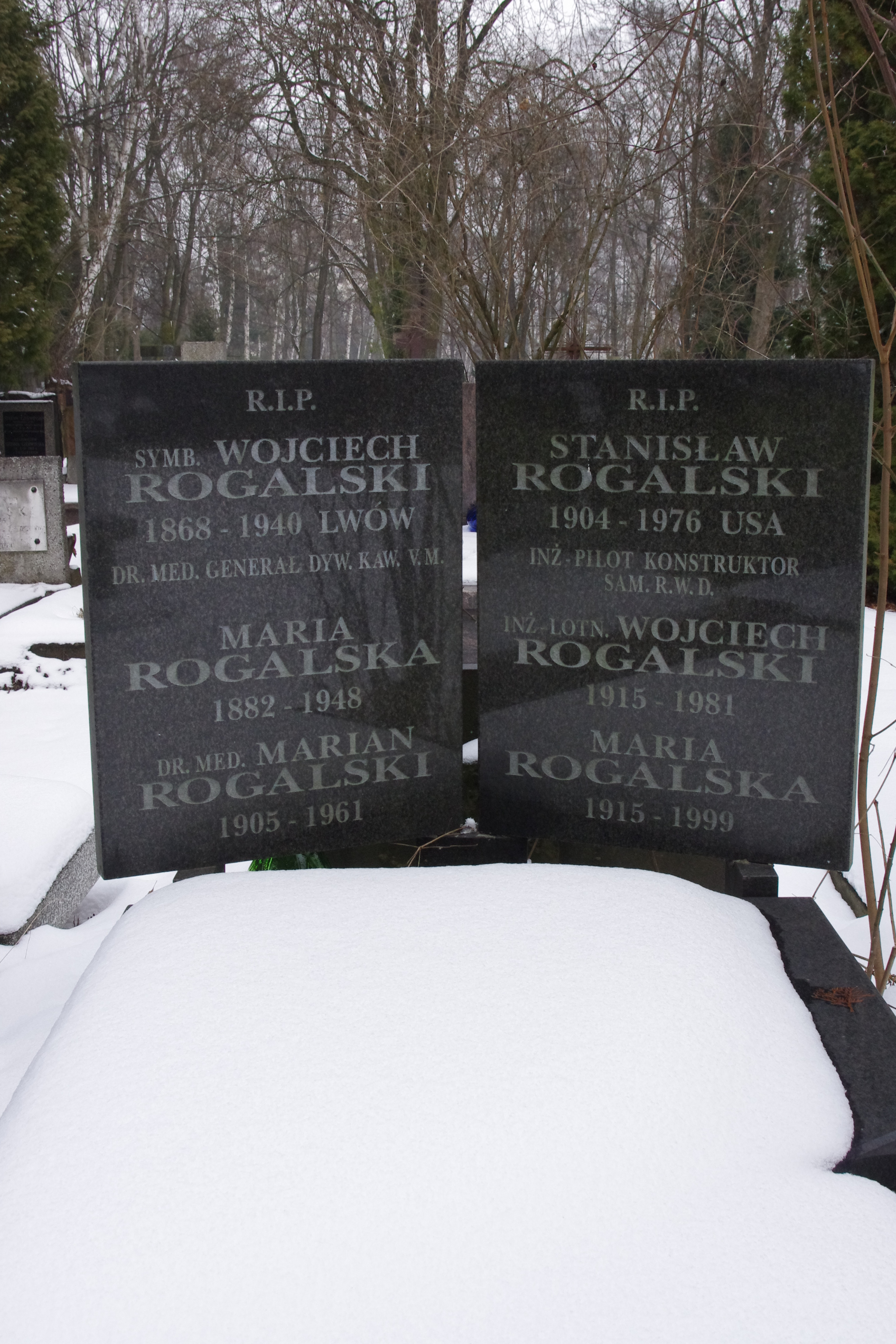
Symboliczny grób dr med. gen. dyw. Wojciecha Rogalskiego oraz jego synów dr med. Mariana Rogalskiego, konstruktora lotniczego Stanisława Rogalskiego i inż. mechaniki lotniczej Wojciecha Rogalskiego na Cmentarzu Wojskowym na Powązkach w Warszawie

Stanisław Wojciech Rogalski (ur. 25 maja 1904 w Ołomuńcu na Morawach, zm. 6 lutego 1976 w Huntington) – polski inżynier i konstruktor lotniczy. 

## Życiorys
Urodził się jako najstarszy syn gen. Wojciecha Rogalskiego i Marii z Dubskich. Ukończył gimnazjum państwowe im. A. Mickiewicza w Warszawie (1922), wojskową szkołę pilotów w Bydgoszczy (1924) i wydział mechaniczny Politechniki Warszawskiej (1929).
Od 1924 zajmował się konstruowaniem samolotów. W 1926 wraz ze Stanisławem Wigurą oraz Jerzym Drzewieckim założył spółkę konstruktorską, która od pierwszych liter nazwisk założycieli przyjęła nazwę RWD. Wspólnie skonstruowali samolot RWD1 - 17. W latach 1929–1930 był wykładowcą i starszym asystentem Politechniki Warszawskiej, w latach 1930–1933 wykładał na Politechnice Lwowskiej. W 1933 założył (wspólnie z inż. Jerzym Wędrychowskim i inż. Jerzym Drzewieckim) wytwórnię samolotów RWD pod nazwą Doświadczalne Warsztaty Lotnicze w Warszawie. Pracował jako konstruktor warsztatów doświadczalnych na Okęciu. 
Gdy wybuchła II wojna światowa udał się do Rumunii, skąd przeniósł się do Francji, a następnie do Anglii. Po wojnie, w 1949 wyemigrował do USA, gdzie podjął pracę w amerykańskim przemyśle lotniczym, pracując m.in. w wytwórni Grummana. Tam opracował projekt techniczny rozwiązań dla pojazdu księżycowego dla programu Apollo amerykańskiej Agencji Kosmicznej NASA konkurencyjny dla projektu przedsiębiorstwa General Motors, gdzie pracował inny polski konstruktor Mieczysław Bekker.
Pochowany na Cmentarzu Wojskowym na Powązkach w Warszawie (kwatera A 21-4-6)

## Upamiętnienie
5 grudnia 1977 w Warszawie jednej z ulic na terenie obecnej dzielnicy Praga-Południe (osiedle Gocław) zostało nadanie imię Stanisława Rogalskiego. Jest również patronem jednej z ulic na osiedlu Lotnisko w Stargardzie.

## Ordery i odznaczenia
- Krzyż Kawalerski Orderu Odrodzenia Polski (11 listopada 1937)[5]
- Złoty Krzyż Zasługi (9 listopada 1932)[6]
- Odznaka Honorowa Ligi Obrony Powietrznej i Przeciwgazowej[1]
- Oficer Orderu Krzyża Południa (Brazylia, 1934)[7]